# Toccata (Jean Guillou)

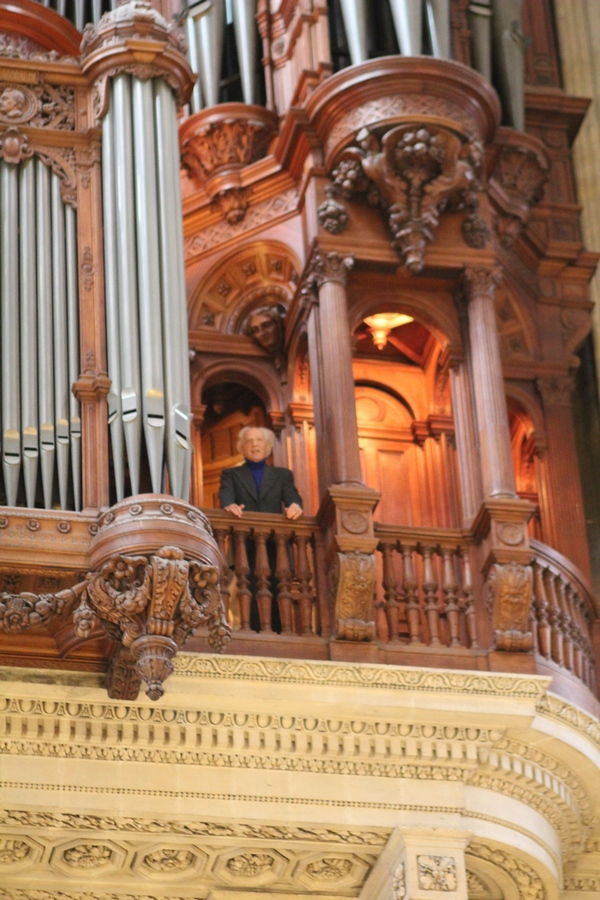
Jean Guillou auf der Orgelempore von St. Eustache (Paris)

Die Toccata für Orgel (Toccata pour Orgue), Opus 9, ist ein frühes Werk des französischen Komponisten Jean Guillou aus der Zeit kurz vor seiner Ernennung zum Titularorganisten an der Pfarrkirche Saint-Eustache in Paris im Jahr 1963. Es ist eines seiner am häufigsten gespielten Werke, das sowohl in Konzerten als auch bei Wettbewerben aufgeführt wird. Das stellenweise hochkomplexe Stück ist um drei Themen zentriert, deren individueller Charakter eine progressive Spannungserhöhung bewirkt. Der Komponist setzt darin auf die melodische Flexibilität und perkussive Kraft der Orgel, die dem Werk einen Charakter verleihen, der „zugleich tragisch und feurig“ ist. Das nach verschiedenen Ruhepunkten in immer wieder neuen Anläufen feurig-virtuose Werk bildet einen starken Kontrastpunkt zu gefälligeren Toccaten aus der Tradition der französischen Orgelromantik.